# Вацлав Плоцький
Вацлав (Венцеслав, Ванко) I Плоцький (бл. 1293 — 23 травня 1336) — князь Плоцький в 1313—1336 роках.
Був нащадком Великих князів Київських.

## Біографія
Походив з роду Мазовецьких П'ястів. Син Болеслава II, князя Мазовецького, та його другої дружини Кунегунди (доньки Оттокара II, короля Богемії). Народився близько 1293 року. 

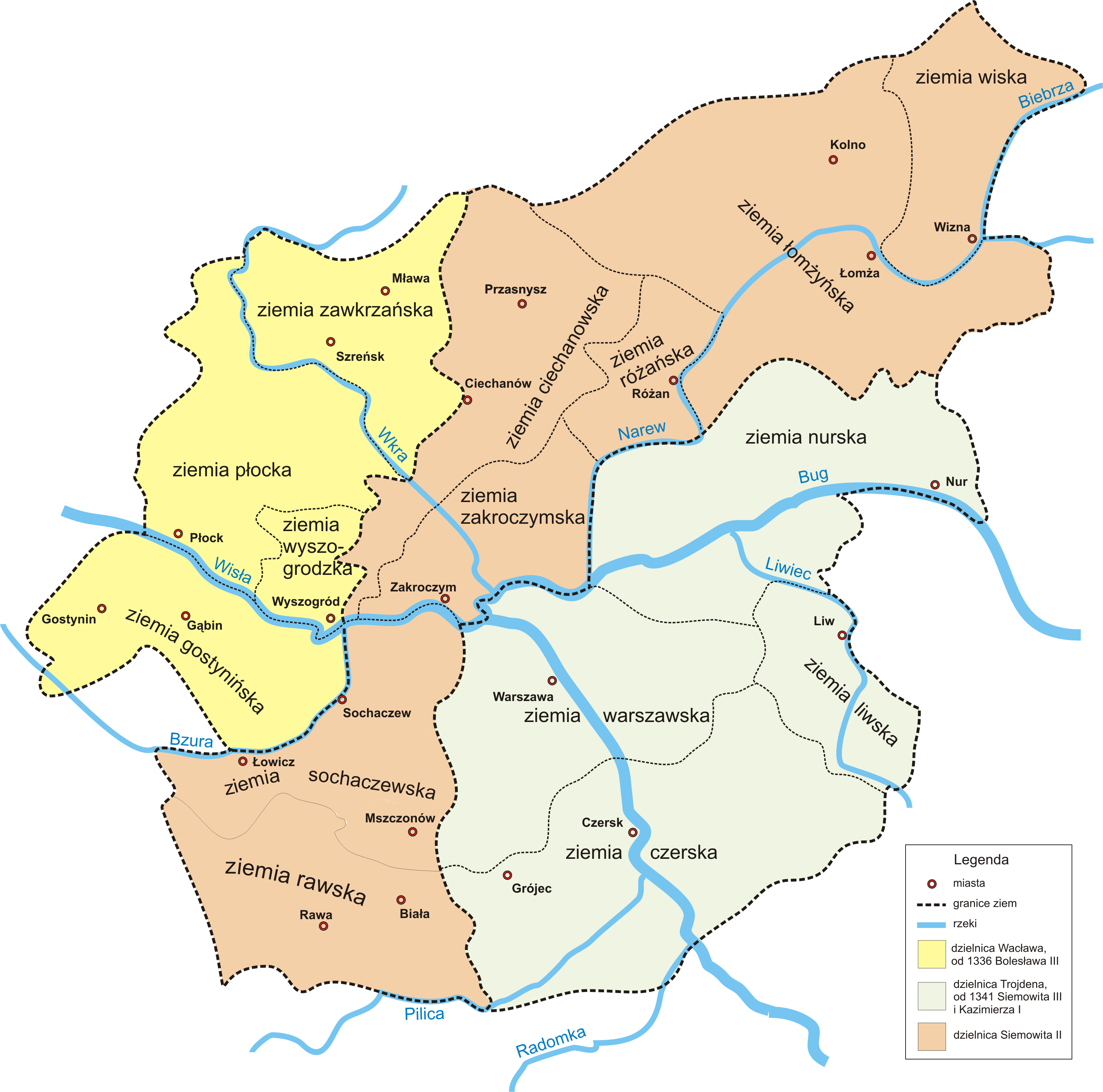
Плоцьке князівство (позначено жовтим)

У 1313 році після смерті батька успадкував Плоцьке князівство. Спочатку через молодий вік намагався дотримуватися порад старших зведених братів Земовита II і Тройдена I. Але у 1316 році проти нього виступив Земовит II, намагаючись захопити більшу частину баткьівського спадку. В цій справі Вацлав діяв разом з Трйоденом, завдяки чому було відбито напада.
У 1320 році після сходження на польський трон Владислава Локетека князь Плоцький намагався з ним підтримувати дружні стосунки. Водночас ухилявся від конфліктів з Тевтонським орденом, що був сусідом Плоцька і союзником Земовита II. Але поступово переорієнтувався на співпрацю з Орденом. 1320 року пошлюбив доньку великого князя Литовського Гедиміна, чим зміцнив свої позиції. У 1321 році в Ґолюбі Вацлав уклав союз з Тевтонським орденом. Вацлав Плоцький зобов'язався не пропускати через свої володіння литовців, які робили набіги на тевтонські володіння в Пруссії.
Водночас Вацлав зміг зберегти гарні стосунки з Великим князівством Литовським, яке намагався використати проти королівства Польського. У 1323 році він дозволив литовським військам перетнути його територію і сплюндрувати Добжинське князівство, де панували князі Болеслав і Владислав, союзники короля Владислава I Локетека. У 1325 році останній організував військовий похід проти Вацлава. Плоцьке князівство було сплюндроване, столиця взята штурмом, розорена і спалена. У 1326 в Бродниці Вацлав Плоцький разом з братами Тройденом Черським і Земовитом II уклав союз з Тевтонським орденом, спрямований проти польського короля Владислава I і великого князя литовського Гедиміна. У відповідь король Владислав I Локетек разом з великим князем литовським Гедиміном організував похід на Мазовію, землі якої було сплюндровано. Невдовзі уклав союз з небожем Юрієм II, князем Галицько-Волинським. У 1327 році князь Вацлав брав участь у військових діях Тевтонського ордену проти Польщі.
У 1329 році Вацлав Плоцький перейшов на бік польського короля. У відповідь в тому ж році об'єднане військо тевтонських лицарів і богемського короля Яна I атакувало Плоцьк. Вацлав змушений був здатися. 29 березня того ж року Вацлав Плоцький визнав зверхність від короля Яна I, який претендував на польський трон.
На думку дослідників в останні роки життя відійшов від активної політики. Помер 1336 року в Вишогруд. Він був похований в кафедральному соборі Плоцька. Йому успадковував син Болеслав III.

## Родина
Дружина — Єлизавета, донька Гедиміна, великого князя Литовського
Діти:
- Болеслав (1322/1330-1351), князь плоцький і сохачевський
- Анна (1337—1369), дружина Генріха Залізного, князя Жаганського